# 韦里
韦里（法語：Verrie，法語發音：[vɛʁi] ⓘ）是法国曼恩-卢瓦尔省的一个市镇，属于索米尔区。

## 地理
韦里（47°15'56"N, 0°10'47"W）面积16.49 平方千米，位于法国卢瓦尔河地区大区曼恩-卢瓦尔省，该省份为法国西部内陆省份，大致对应安茹地区，北起顺时针与马耶讷省、萨尔特省、安德尔-卢瓦尔省、维埃纳省、德塞夫勒省、旺代省、大西洋卢瓦尔省和伊勒-维莱讷省接壤。
与韦里接壤的市镇（或旧市镇、城区）包括：代讷泽苏杜埃、鲁-马尔松、索米尔、莱叙尔姆、安茹地区杜埃、热讷-瓦勒德卢瓦尔。

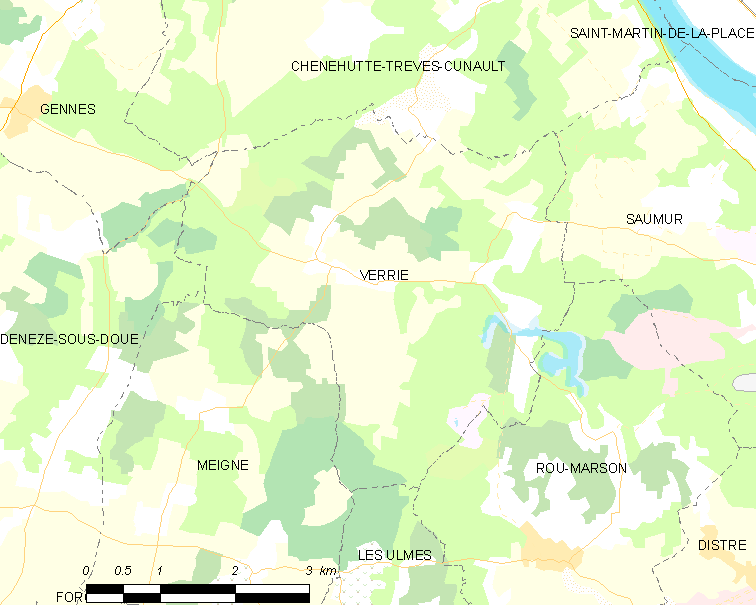
韦里的OSM定位图

韦里的时区为UTC+01:00、UTC+02:00（夏令时）。

## 行政
韦里的邮政编码为49400，INSEE市镇编码为49370。

## 政治
韦里所属的省级选区为索米尔县。

## 人口

1962-2008年间韦里人口变化图示

韦里于2022年1月1日时的人口数量为459人。